# Olympiade d'échecs de 2018
Navigation
Édition précédente Édition suivante
L'Olympiade d'échecs de 2018, la 43e édition de la compétition, s'est tenue du 23 septembre au 6 octobre 2018 à Batoumi. La Chine remporte le tournoi mixte et le tournoi féminin, à chaque fois au départage.

## Règlement

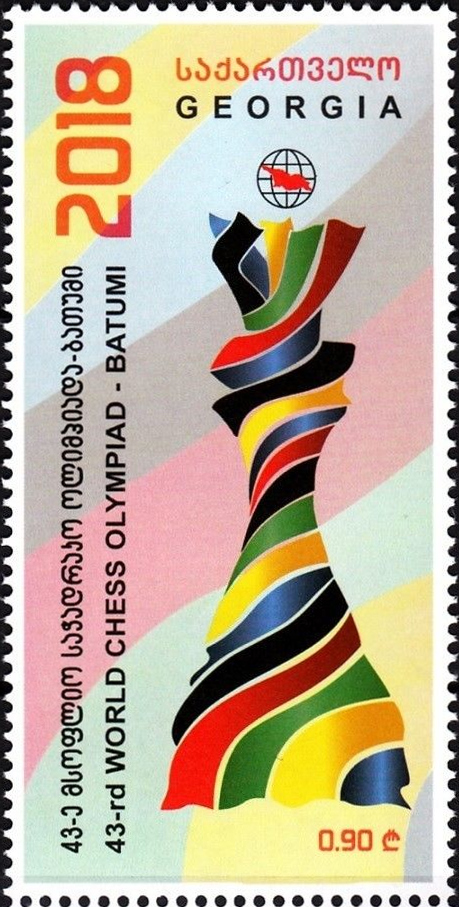
Timbre de l'Olympiade de 2018 à Batoumi en Géorgie.

La compétition voit s'opposer des équipes de 4 joueurs en 11 rondes.

## Tournoi open (mixte)

### Résultats (open)
| Classement final | Classement final | Points | Matchs gagnés | Matchs nuls | Matchs perdus | Composition des équipes                                                         |
| ---------------- | ---------------- | ------ | ------------- | ----------- | ------------- | ------------------------------------------------------------------------------- |
| 1er              | Chine            | 18     | 8             | 2           | 1             | Ding Liren, Yu Yangyi, Wei Yi, Bu Xiangzhi et Li Chao                           |
| 2e               | États-Unis       | 18     | 8             | 2           | 1             | F. Caruana, W. So, H. Nakamura, S. Shankland et R. Robson                       |
| 3e               | Russie           | 18     | 8             | 2           | 1             | S. Kariakine, I. Nepomniachtchi, V. Kramnik, N. Vitiougov et D. Iakovenko       |
| 4e               | Pologne          | 17     | 7             | 3           | 1             | J.K. Duda, R. Wojtaszek, K. Piorun, J. Tomczak, K. Dragun                       |
| 5e               | Angleterre       | 17     | 8             | 1           | 2             | M. Adams, L. McShane, D. Howell, G. Jones, N. Pert                              |
| 6e               | Inde             | 16     |               |             |               | V. Anand, P. Harikrishna, V. Gujrathi, B. Adhiban, K. Sasikiran                 |
| 7e               | Viêt Nam         | 16     |               |             |               | Lê Q.L., Nguyễn Ngọc Trường Sơn, Trần Tuấn Minh, Nguyễn Anh Khôi, Đào Thiên Hải |
| 8e               | Arménie          | 16     |               |             |               | L. Aronian, G. Sargissian, H. Melkumyan, R. Hovhannisyan, H. Martirosyan        |
| 9e               | France           | 16     |               |             |               | M. Vachier-Lagrave, E. Bacrot, L. Fressinet, R. Édouard, C. Bauer               |
| 10e              | Ukraine          | 16     |               |             |               | V. Ivanchuk, P. Eljanov, Y. Kryvoruchko, R. Ponomariov, A. Korobov              |

### Médailles individuelles
| Échiquier     | Médaille d'or          | Perf. Elo | Médaille d'argent  | Perf. Elo | Médaille de bronze | Perf. Elo |
| 1er échiquier | Ding Liren             | 2 873     | Fabiano Caruana    | 2 859     | Anish Giri         | 2 814     |
| 2e échiquier  | Nguyễn Ngọc Trường Sơn | 2 804     | Ian Nepomniachtchi | 2 790     | Teimour Radjabov   | 2 788     |
| 3e échiquier  | Jorge Cori             | 2 925     | Vladimir Kramnik   | 2 770     | Kacper Piorun      | 2 765     |
| 4eéchiquier   | Daniel Fridman         | 2 814     | Jacek Tomczak      | 2 808     | Bu Xiangzhi        | 2 774     |
| 5e échiquier  | Anton Korobov          | 2 773     | Ilya Smirin        | 2 746     | Christian Bauer    | 2 743     |

## Tournoi féminin

### Résultats
| Classement final | Classement final | Points | Matchs gagnés | Matchs nuls | Matchs perdus | Composition des équipes                                                          |
| ---------------- | ---------------- | ------ | ------------- | ----------- | ------------- | -------------------------------------------------------------------------------- |
| 1er              | Chine            | 18     | 7             | 4           | 0             | Ju Wenjun, Shen Yang , Huang Qian, Lei Tingjie et Zhai Mo                        |
| 2e               | Ukraine          | 18     | 7             | 4           | 0             | A. Mouzytchouk, M. Mouzytchouk, A. Ushenina, N. Joukova et I. Osmak              |
| 3e               | Géorgie 1        | 17     | 7             | 3           | 1             | N. Dzagnidzé, L. Javakhichvili, N. Batsiachvili, B. Khotenashvili et M. Arabidzé |
| 4e               | Russie           | 16     | 7             | 2           | 2             | A. Kosteniuk, A. Goryachkina, V. Gunina, N. Pogonina et O. Guiria                |
| 5e               | Hongrie          | 16     | 7             | 2           | 2             | H. Trang, A. Gara, T. Gara, N. Lakos et J. Trebe                                 |
| 6e               | Arménie          | 16     | 7             | 2           | 2             | E. Danielian, L. Mkrtchian, A. Sargsyan, M. Koursova et S. Ghukasyan             |
| 7e               | États-Unis       | 16     | 7             | 2           | 2             | A. Zatonskih, I. Krush, T. Abrahamyan, S. Foisor, J. Yu                          |
| 8e               | Inde             | 16     | 6             | 4           | 1             | H. Koneru, H. Dronavalli, T. Sachdev, E. Karavade, P. Rout                       |
| 9e               | Géorgie 2        | 16     | 7             | 2           | 2             | S. Melia, I. Tcharkhalachvili, S. Gvetadzé, S. Khoukhachvili, M. Mikadzé         |
| 10e              | Azerbaïdjan      | 16     | 6             | 4           | 1             | G. Mammadzada, Z. Mamedyarova, K. Balajayeva, G. Mammadova, U. Fataliyeva        |

### Médailles individuelles (tournoi féminin)
| Échiquier     | Médaille d'or      | Perf. Elo | Médaille d'argent | Perf. Elo | Médaille de bronze      | Perf. Elo |
| 1er échiquier | Ju Wenjun          | 2 661     | Hoang Thanh Trang | 2 636     | Nana Dzagnidzé          | 2 600     |
| 2e échiquier  | Mariya Mouzytchouk | 2 616     | Irina Krush       | 2 552     | Aleksandra Goriatchkina | 2 492     |
| 3e échiquier  | Khanim Balajayeva  | 2 522     | Huang Qian        | 2 459     | Ana Matnadzé            | 2 442     |
| 4e échiquier  | Marina Brunello    | 2 505     | Lei Tingjie       | 2 498     | Bela Khotenashvili      | 2 496     |
| 5e échiquier  | Alshaeby Boshra    | 2 568     | Olga Guiria       | 2 511     | Jennifer Yu             | 2 407     |